# Abadia de Fors
A Abadia de Fors foi uma abadia em Low Abbotside, Askrigg, North Yorkshire, na Inglaterra.
Foi construído em 1145 para a Ordem Savigniac e convertido para a Ordem Cisterciense em 1147. O terreno foi concedido a eles em 1145 por Akarius Fitz Bardolf. A abadia foi abandonada em 1156 quando outras terras foram disponibilizadas em Jervaulx mais abaixo no vale do Ure.
Quando a North Eastern Railway construiu a sua linha através de Askrigg na década de 1870, esqueletos foram desenterrados perto do local da Abadia de Fors e especulou-se que estes eram ex-residentes da abadia.